# ネイサン・バー
ネイサン・バー（Nathan Barr、1973年 - ）は、アメリカ合衆国の作曲家。
ホラー・スリラー映画を中心とした映画音楽やテレビドラマ音楽の作曲を手がけ、テレビドラマ『トゥルーブラッド』の作曲で知られる。

## 主なディスコグラフィー

### 映画
- too Smooth(トゥー・スムース) 嘘つきは恋の始まり Hairshirt (1998)
- ビヨンド・ザ・マット Beyond the Mat (1999)
- フロム・ダスク・ティル・ドーン3 From Dusk Till Dawn 3: The Hangman's Daughter (1999) ビデオ映画
- ヴァージニアン/落日の決闘 The Virginian (2000) テレビ映画
- キャビン・フィーバー Cabin Fever (2002)
- ミステリー・ツアー Club Dread (2004)
- ロードキラー in L.A.  Mojave (2004)
- 2001人の狂宴 2001 Maniacs (2005)
- デュークス・オブ・ハザード The Dukes of Hazzard (2005)
- ホステル Hostel (2005)
- ビール・フェスタ 無修正版 ～世界対抗・一気飲み選手権 Beerfest (2006)
- グラインドハウス Grindhouse (2007) 「感謝祭」(Thanksgiving)
- ブラッド Rise: Blood Hunter (2007)
- ホステル2 Hostel: Part II (2007)
- シャッター Shutter (2008)
- ロストボーイ:ニューブラッド Lost Boys: The Tribe (2008) ビデオ映画
- ディープ・アンダーカバー Tortured (2008) ビデオ映画
- ラスト・エクソシズム The Last Exorcism (2010)
- ザ・レッジ -12時の死刑台- The Ledge (2011)
- グリフィン家のウエディングノート The Big Wedding (2013)
- ジェニファー・ロペス 戦慄の誘惑 The Boy Next Door (2015)
- フラットライナーズ Flatliners (2017)
- ザ・ドメスティック The Domestics (2018)
- ルイスと不思議の時計 The House with a Clock in Its Walls (2018)
- ザ・ターニング The Turning (2020)
- フランクおじさん Uncle Frank (2020)
- ザ・ハント The Hunt (2020)
- ケイト Kate (2021)

### テレビドラマ
- トゥルーブラッド True Blood (2008-2014) 79話分
- ヘムロック・グローヴ Hemlock Grove (2013-2015) 33話分
- ジ・アメリカンズ The Americans (2013-2018) 75話分
- スニーキー・ピート Sneaky Pete (2015 - 2017, 2018) 11話分
- グリーンリーフ Greenleaf (2016) 13話分
- The Son/ザ・サン The Son (2017) 10話分
- Fosse/Verdon (2019) ミニシリーズ、4話分
- カーニバル・ロウ Carnival Row (2019) 8話分
- ハリウッド Hollywood (2020) ミニシリーズ、7話分
- ザ・グレート The Great (2020) 10話分

### テレビアニメ
- タンブルリーフ Tumble Leaf (2013, 2014 - 2019) 24話分